# HY Возничего
HY Возничего (лат. HY Aurigae) — одиночная переменная звезда в созвездии Возничего на расстоянии (вычисленном из значения параллакса) приблизительно 5420 световых лет (около 1662 парсеков) от Солнца. Видимая звёздная величина звезды — от +14,5m до +13m.

## Характеристики
HY Возничего — красный гигант, пульсирующая полуправильная переменная звезда (SR:) спектрального класса M. Радиус — около 58,65 солнечных, светимость — около 372,054 солнечных. Эффективная температура — около 3310 К.